# Nikita Okhotiouk
Nikita Alekseïevitch Okhotiouk - en russe : Никита Алексеевич Охотюк et en anglais : Nikita Okhotyuk - (né le 4 décembre 2000 à Tcheliabinsk en Russie) est un joueur professionnel russe de hockey sur glace. Il évolue au poste de défenseur.

## Biographie

### Carrière en club
En 2016, il commence sa carrière junior dans la MHL avec les Belye Medvedi. Il est choisi au premier tour, en seizième position lors de la sélection européenne 2017 de la Ligue canadienne de hockey par les 67 d'Ottawa. Il part alors en Amérique du Nord et évolue dans la Ligue de hockey de l'Ontario. Il est choisi au deuxième tour, en soixante-et-unième position par les Devils du New Jersey lors du Repêchage d'entrée dans la LNH 2019. Il passe professionnel avec les Devils de Binghamton, club ferme des Devils du New Jersey dans la Ligue américaine de hockey en 2020. Le 21 avril 2022, il joue son premier match avec les Devils dans la Ligue nationale de hockey face aux Sabres de Buffalo et marque son premier but.
Le 26 février 2023, Okhotiouk est échangé aux Sharks de San José en compagnie de Fabian Zetterlund, Andreas Johnsson, Chakir Moukhamadoulline, ainsi qu'un choix conditionnel de 1re ronde en 2023, un choix conditionnel de 2e ronde en 2024 et d'un choix de 7e ronde en 2024.  En retour, les Devils reçoivent Timo Meier, Scott Harrington, Santeri Hatakka, Zachary Émond, Timour Ibraguimov et un choix de 5e ronde en 2024.

### Carrière internationale
Il représente la Russie en sélections jeunes.

## Statistiques

### En club
| Saison     | Équipe                | Ligue      |    | Saison régulière | Saison régulière | Saison régulière | Saison régulière | Saison régulière |   | Séries éliminatoires | Séries éliminatoires | Séries éliminatoires | Séries éliminatoires | Séries éliminatoires |
| Saison     | Équipe                | Ligue      | PJ | B                | A                | Pts              | Pun              | PJ               | B | A                    | Pts                  | Pun                  |                      |                      |
| 2016-2017  | Belye Medvedi         | MHL        | 19 | 1                | 3                | 4                | 37               | -                | - | -                    | -                    | -                    |                      |                      |
| 2017-2018  | 67 d'Ottawa           | LHO        | 53 | 5                | 6                | 11               | 71               | 5                | 0 | 1                    | 1                    | 4                    |                      |                      |
| 2018-2019  | 67 d'Ottawa           | LHO        | 56 | 2                | 15               | 17               | 43               | 18               | 1 | 1                    | 2                    | 15                   |                      |                      |
| 2019-2020  | 67 d'Ottawa           | LHO        | 39 | 3                | 16               | 19               | 35               | -                | - | -                    | -                    | -                    |                      |                      |
| 2020-2021  | Devils de Binghamton  | LAH        | 28 | 2                | 4                | 6                | 36               | -                | - | -                    | -                    | -                    |                      |                      |
| 2021-2022  | Comets d'Utica        | LAH        | 63 | 3                | 9                | 12               | 68               | -                | - | -                    | -                    | -                    |                      |                      |
| 2021-2022  | Devils du New Jersey  | LNH        | 5  | 1                | 1                | 2                | 2                | -                | - | -                    | -                    | -                    |                      |                      |
| 2022-2023  | Comets d'Utica        | LAH        | 20 | 2                | 4                | 6                | 33               | -                | - | -                    | -                    | -                    |                      |                      |
| 2022-2023  | Devils du New Jersey  | LNH        | 10 | 1                | 0                | 1                | 2                | -                | - | -                    | -                    | -                    |                      |                      |
| 2023-2024  | Barracuda de San José | LAH        | 5  | 0                | 1                | 1                | 4                | -                | - | -                    | -                    | -                    |                      |                      |
| 2023-2024  | Sharks de San José    | LNH        | 43 | 1                | 7                | 8                | 44               | -                | - | -                    | -                    | -                    |                      |                      |
| 2023-2024  | Flames de Calgary     | LNH        | 9  | 0                | 1                | 1                | 4                | -                | - | -                    | -                    | -                    |                      |                      |
| Totaux LNH | Totaux LNH            | Totaux LNH | 67 | 3                | 9                | 12               | 52               | -                | - | -                    | -                    | -                    |                      |                      |

### En équipe nationale
| Année | Compétition                          |   | PJ | B | A | Pts | Pun | +/-           |  | Résultat |
| 2018  | Championnat du monde moins de 18 ans | 5 | 0  | 2 | 2 | 6   | 0   | Sixième place |  |          |